# 波紋短鬚石首魚
波紋短鬚石首魚（學名：Umbrina cirrosa）為輻鰭魚綱鱸形目鱸亞目石首魚科的其中一種，分布東大西洋區，從法國比斯開灣至摩洛哥海域，棲息深度可達100公尺，體長可達73公分，棲息在沙底質或岩石底質的海域，屬肉食性，以底棲性無脊椎動物為食，可做為食用魚或遊釣魚。